# Escalpelo

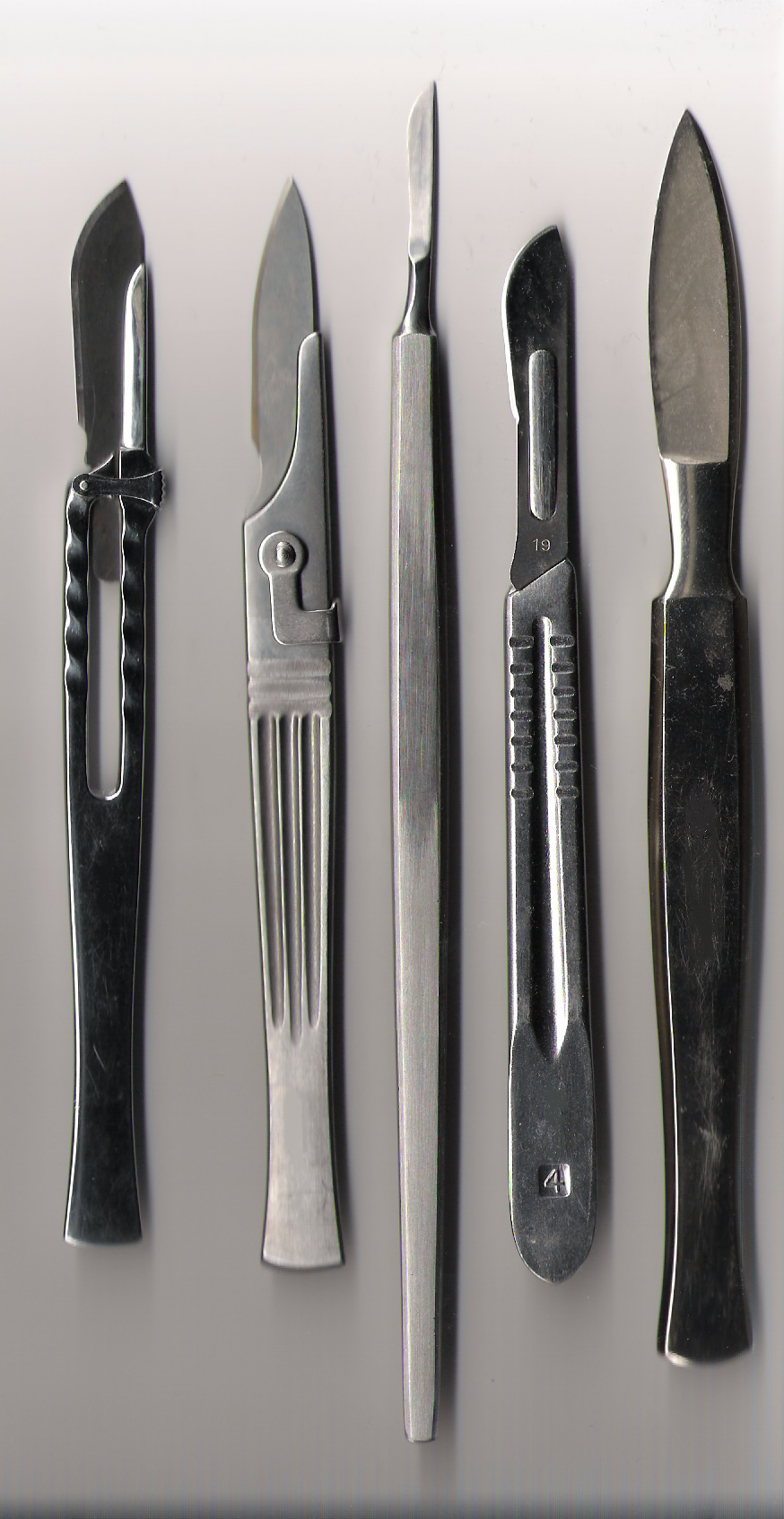
Varios escalpelos. La primera (de la izquierda), segunda y cuarta tienen cuchillas reemplazables.

El escalpelo o bisturí, también llamado lanceta o cuchillo de cirujano, es un instrumento en forma de cuchillo pequeño, de hoja fina, puntiaguda, de uno o dos cortes, que se usa en procedimientos de cirugía, disecciones anatómicas y autopsias.
También es un instrumento muy usado en artesanía, manualidades y en general en aquellas actividades o artes en las que se requieren cortes finos y precisos.
Algunos consideran que el término bisturí se refiere específicamente al instrumento cuya hoja es extraíble e intercambiable o retráctil respecto al mango y que escalpelo es aquel con la hoja fija o con la parte cortante haciendo cuerpo con la empuñadura.

## Etimología
El término escalpelo viene del latín scalpere que se refiere a cortar o incidir. El término bisturí (plural: bisturís o bisturíes) se usa en español desde el siglo XV proveniente del término francés bistourí, usado para designar un puñal o pequeño cuchillo y que, a su vez, según algunos lingüistas, proviene del nombre de Pistori (en francés) o de Pistoia, ciudad italiana famosa por su fábrica de puñales, escalpelos o "pistorinos".

## Tipos de bisturís

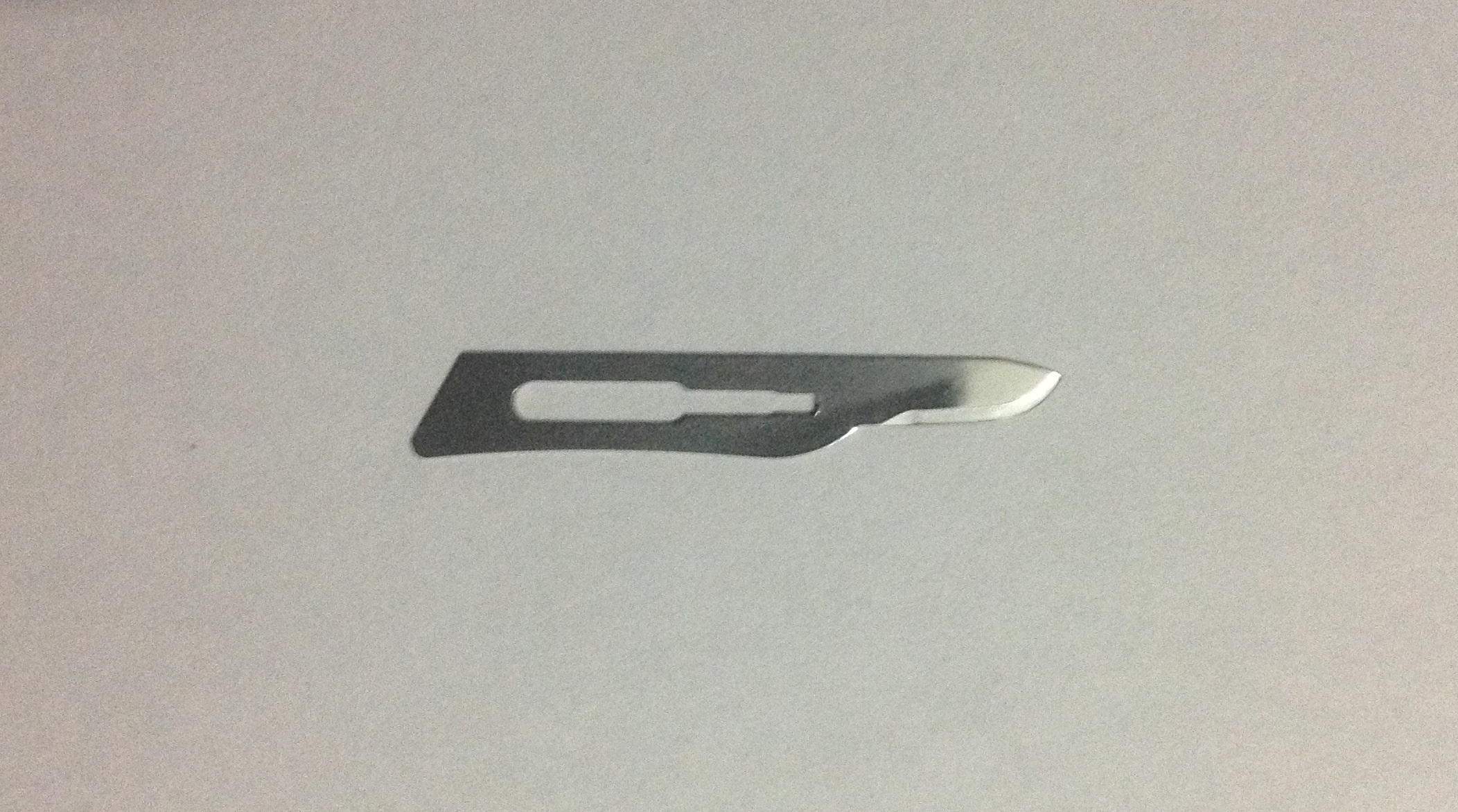
Hoja de bisturí n.º 15

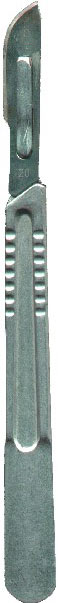

- Bisturí médico clásico: la forma y tamaño de los bisturís quirúrgicos tradicionales dependen del uso y del lugar anatómico. Pueden tener una hoja fija o desechable. Por ser instrumentos esencialmente de corte o incisión se fabrican con hojas extremadamente afiladas, solamente tocando un escalpelo médico levemente con las manos cortará la piel. La hoja normalmente es plana y recta, permitiendo realizar fácilmente cortes rectos o en línea y en caso de los de hoja fija esta generalmente se curva gradualmente para una mayor precisión. Las hojas o cuchillas intercambiables tiene una ranura central para encajar en el mango y se distinguen numeradas por su forma según el tipo de corte que se desea hacer. Los mangos son ligeramente corrugados o con muchos surcos de sujeción y son igualmente numerados del 1 al 15, siendo los más usados los No 3 (también denominado Bard-Parker o estándar), No 4 y No 7. Los mangos de hoja intercambiable son metálicos pero existen desechables de material plástico.[6]

- Bisturí de diamante: creado por el científico y médico venezolano Humberto Fernández-Morán, cuya hoja fabricada con diamante se emplea en microcirugía como la oftalmológica. También se utiliza para realizar cortes ultrafinos en materiales desde tejidos biológicos hasta muestras lunares traídas a la Tierra por astronautas. Algunos orfebres lo utilizan para seccionar tramos precisos de materiales blandos, como la plata.

Además de los bisturís metálicos convencionales existen otros instrumentos para cortar o hacer diéresis o disección quirúrgica, y que por la tecnología incorporada permiten hacer hemostasia mediante cauterización en forma simultánea al corte, y son: 
- Bisturí eléctrico o electrobisturí que puede ser de modalidades: unipolar o bipolar según los diferentes tipos de energía que aplica.
- Bisturí de rayos gamma(Gamma-Knife), rayos X (X-Knife) o de protones: que propiamente son formas de radioterapia concentrada en dosis altas y únicas (Ver Radiocirugía).[7]
- Bisturí armónico: usa ultrasonido.
- Bisturí láser: usa diferentes tipos de láser: YAG, de CO2, KTP.